# Saussemesnil
Saussemesnil é uma comuna francesa na região administrativa da Normandia, no departamento Mancha. Estende-se por uma área de 21,33 km². Em 2010 a comuna tinha 902 habitantes (densidade: 42,3 hab./km²).